# Poesía escáldica
La poesía escáldica también llamada poesía cortesana se elaboró en las cortes de Noruega y luego en Islandia desde el siglo IX al XII. El escaldo, guerrero y poeta a la vez, componía poemas de acuerdo a rigurosas formalidades. La poesía escáldica es una larga serie de estrofas (generalmente en métrica dróttkvætt), con un estribillo (stef) a intervalos; se caracteriza por una compleja sintaxis, por utilizar la aliteración y por incluir figuras retóricas, una serie de perífrasis y metáforas que oscurecían su comprensión, como los kenningar y heiti.
A diferencia de la poesía éddica, nacida en la tradición popular, los escaldos tenían conciencia de su arte. Algunos autores escandinavos gustaron de incluir en sus sagas poemas escáldicos. Más tarde, por influencias del continente, la poesía escáldica empezó a incluir el verso rimado, y así finaliza. Entre los poetas que cultivaron esta modalidad destacan Bragi Boddason, Egill Skallagrímsson (910 – 990), Hallfreðr vandræðaskáld y Sigvatr Þórðarson.

## Poemas
La mayoría de poemas están compuestos por los escaldos a los reyes a quienes prestaban servicio en la corte. Su contenido histórico suele tener relación con batallas y otros hechos notables durante su reinado. A destacar:
- Glymdrápa - Los hechos de Harald I de Noruega
- Vellekla - Los hechos de Hákon Hlaðajarl.
- Bandadrápa - Los hechos de Eiríkr Hlaðajarl.
- Knútsdrápa - Los hechos de Canuto el Grande

Otros suelen tener contenidos mitológicos:
- Þórsdrápa - Un drápa dedicado al dios Thor y relacionado con sus enfrentamientos con los gigantes.
- Haustlöng - Trata de dos relatos mitológicos de unas imágenes pintadas en el escudo de Thjódólfur úr Hvini.
- Ragnarsdrápa - Trata de cuatro relatos mitológicos de unas imágenes pintadas en el escudo de Bragi Boddason.
- Húsdrápa - Describe escenas mitológicas de un grabado que aparecen en unos paneles de cocina.
- Ynglingatal - Trata del origen de los reyes noruegos y la historia de la casa de Yngling. Se conserva en Heimskringla.

A los poemas mitológicos se pueden añadir dos poemas relacionados con la muerte de reyes y su gloriosa recepción en el Valhalla.
- Hákonarmál - La muerte de Haakon el Bueno y su recepción en el Valhalla.
- Eiríksmál - La muerte de Eiríkr Hacha Sangrienta y su recepción en el Valhalla.

Los poemas de Egill Skallagrímsson son particulares y relacionados con circunstancias vitales:
- Sonatorrek - Un lamento por la muerte de uno de los hijos de Egill.
- Höfuðlausn - Una alabanza a Eiríkr Hacha Sangrienta, enemigo del escaldo, y que salvó su vida.
- Arinbjarnarkviða - Una alabanza a su amigo Arinbjørn herse.

### Mansöngr
Un mansöngr es una forma de poesía erótica en Islandia, tanto en poesía escáldica medieval y en rímur moderna. En la sección Ljóðatal de Hávamál, los conjuros 16 y 17 son explícitamente de amor.

## Flokkr
En el extremo opuesto de un drápa se encuentra el flokkr, que se interpreta como una forma más ligera de kvæði; un poema corto, sin estribillos. También se conocen como vísur o dræplingr. Algunos ejemplos destacables son Valþjófsflokkr y Tryggvaflokkr.